# Banská Bystrica
 For alternative betydninger, se Banská Bystrica (flertydig). (Se også artikler, som begynder med Banská Bystrica)
Banská Bystrica (tysk: Neusohl, ungarsk: Besztercebánya) er en by i Slovakiet. Byen har et indbyggertal på ca. 81.000.
Banská Bystrica ligger i det centrale Slovakiet, i regionen Banská Bystrica. Den ligger 210 kilometer fra den slovakiske hovedstad Bratislava og 220 kilometer fra Košice. Byen har et totalt areal på 103,37 km²

## Ekstern henvisning
- Officielt netsted

- Wikimedia Commons har flere filer relateret til Banská Bystrica